# Шарза
Шарза́ — улус в Окинском районе Бурятии. Входит в сельское поселение «Саянское».

## География
Расположен в межгорной котловине на левом берегу реки Жомболок (левый приток Оки) при впадении речки Шарзы, в 20 км северо-западнее центра сельского поселения — села Саяны.

## Население
| 2002 | 2010 |
| ---- | ---- |
| 66   | ↘33  |